# Codice barbaricino
Il Codice barbaricino è un codice morale e comportamentale non scritto, tramandato quindi oralmente, associato al tessuto pastorale e al banditismo sardo fin da tempi antichi. Negli anni cinquanta il filosofo Antonio Pigliaru, con la pubblicazione del libro La vendetta barbaricina come ordinamento giuridico, ne fece una prima analisi. 

## Caratteristiche
La società sarda e quella dell'entroterra in particolare si è regolamentata attraverso un ordinamento giuridico focalizzato sulla vendetta. Dignità, onore, diritti e pene sono spiegati in due dozzine di articoli. Non è quindi la comunità dei fuorilegge che se ne avvale, ma la comunità tutta (2° articolo) è tenuta a osservare la norma. Il Codice della vendetta barbaricina quale normativa incide sull'indagine e sul processo penale, ben diverso dal processo penale dello Stato Italiano. Si parla infatti fin dal primo Novecento di Processo Sardo, che nel caso del processo alla Disamistade di Orgosolo (1917) si oppone in fase processuale al processo italiano.
Alcuni studiosi ritengono che sia un codice naturale di diritto, riconosciuto dalla popolazione, vigente contemporaneamente alla Carta de Logu, che si trovava a essere invece l'atto istituzionale dei due. Alla base della creazione del codice si ritiene ci sia un vissuto psicosociale sofferente per quella che venne considerata una colonizzazione, e nei periodi migliori una scarsa tutela dell'individuo da parte dello Stato, che negli anni in questione non era presente o lo era troppo poco.
Il codice della vendetta, sintetizzato in ventitré articoli, è suddiviso in tre capitoli: "I principi generali" (dall'art. 1 all'art. 10), "Le offese" (dall'art. 11 all'art. 17) e "La misura della vendetta" (dall'art. 18 all'art. 23). La parte centrale del codice tratta e definisce le offese subite, dall'insulto personale al furto e all'omicidio, l'ultima spiega le relative sanzioni.
L'ambito socioeconomico in cui il codice barbaricino si è sviluppato è quindi quello agro-pastorale, distante dagli agglomerati urbani dell'isola. Lo scopo è quello di rendere giustizia del reato ed è in questo senso che si parla di tutela dell'onore e della dignità dei singoli individui.
Per esempio, qualora un individuo subisca un furto di bestiame, non sarà il furto in sé a costituire danno, ma il significato intrinseco a cui era mirato il crimine: in questo caso la perdita dell'autosussistenza della famiglia offesa. Quest'ultima avrà il diritto di vendetta, che dovrà essere proporzionata al danno subito. Per quanto riguarda il lato strettamente economico della perdita, l'individuo offeso commetterà a sua volta un furto di bestiame per tornare a una situazione di parità.
Prese il nome dalla Barbagia, ove maggiormente si radicò, essendo la regione storica della Sardegna dove la popolazione indigena più si ritirò in seguito a invasioni esterne, come anche nei territori attualmente definiti da parte dei comuni della provincia di Nuoro, in quelli del Goceano (provincia di Sassari) e in parte del medio-alto oristanese. Tale codice comunque rimase nelle caratteristiche civili della popolazione sarda autoctona e si è evoluto nel tempo, via via perdendo la caratteristica di codice vigente, ma mantenendo i caratteri di codice d'onore in grado di sostituire, in caso di carenza, la giustizia di volta in volta ufficiale.
Nel XXI secolo il codice barbaricino, grazie alla presenza più capillare dell'ordinamento giuridico della Repubblica italiana, ha perso significato nella risoluzione delle dispute, ma in alcuni casi, come spiega l'antropologo Bachisio Bandinu, si fa ancora ricorso al codice. Secondo alcuni, fra i quali il fotoreporter Antonello Zappadu, molte delle remore morali del codice non hanno da tempo più presa sui banditi.
Secondo una ricerca condotta nel 2006 dall'Università di Sassari, la maggior parte dei fatti di sangue dell'isola avviene nelle sue zone interne. Per quanto tali subregioni non siano molto popolate, esse corrispondono a quelle in cui si sviluppò, a partire dal XVIII secolo, il cosiddetto "banditismo classico".